# Bentesikyme
Bentesikyme – w mitologii greckiej córka Posejdona i Amfitryty. Poślubiona została Etiopczykowi, z którym miała dwie córki. Wychowywała Eumolposa, syna Posejdona w związku z Chione, córką Boreasza.